# ويليام سميث (سياسي أمريكي مواليد 1811)
ويليام سميث (بالإنجليزية: William Smith)‏ هو سياسي أمريكي، ولد في 13 مارس 1811، وتوفي في 13 نوفمبر 1893. نشط حزبياً في الحزب الديمقراطي. وقد انتخب عضو مجلس نواب إلينوي.

## وصلات خارجية
- ويليام سميث على موقع إن إن دي بي (الإنجليزية)